# Эйзенхауэр-авеню
Эйзенхауэр-авеню (англ. Eisenhower Avenue) — эстакадная (надземная, расположенная на эстакаде) станция Вашингтонгского метро на Жёлтой линии. Она представлена двумя боковыми платформами. Это одна из только двух (а также Уэст-Хайатсвилл) эстакадных станций с боковыми платформами во всей системе Вашингтонского метрополитена. Станция обслуживается Washington Metropolitan Area Transit Authority. Расположена в независимом городе Александрия на Эйзенхауэр-авеню у Стовалл-стрит, Милл-роад, межштатной автомагистрали № 495. Пассажиропоток — 1.134 млн. (на 2007 год).
Станция была открыта 17 декабря 1983 года.
Открытие станции было совмещено с завершением строительства ж/д линии длиной 6,8 км, соединяющей Национальный аэропорт и Хантингтон (округ Фэрфакс) и открытием ещё 3 станций: Брэддок-роуд, Кинг-стрит — Олд-Таун и Хантингтон.